# Accous
Accous é uma comuna francesa na região administrativa da Nova Aquitânia, no departamento dos Pirenéus Atlânticos. Estende-se por uma área de 56,57 km². Em 2010 a comuna tinha 472 habitantes (densidade: 8,3 hab./km²).